# Holcosus festivus
Holcosus festivus — вид ящірок родини теїдових (Teiidae). Мешкає в Мексиці, Центральній і Південній Америці.

## Поширення і екологія
Holcosus festivus поширені від перешийка Теуантепек в Мексиці через Беліз, атлантичні схили Гватемали, Гондурасу і Нікарагуа та через атлантичні і тихоокеанські схили Коста-Рики і Панами до Колумбії. Можливо, вони також трапляються в Сальвадорі. Holcosus festivus живуть на узліссях вологих тропічних лісів, на висоті до 1425 м над землею. Живляться дрібними безхребетними і жабами, яких шукають в лісовій підстилці.